# Galeton (Pennsylvanie)
Pour les articles homonymes, voir Galeton.
Galeton est un borough situé à l'est du comté de Potter, en Pennsylvanie, aux États-Unis,. En 2010, il comptait une population de 1 149 habitants, estimée au 1er juillet 2020 à 991 habitants. Le borough est incorporé le 7 septembre 1896.

## Démographie
Lors du recensement de 2010, le borough comptait une population de 1 149 habitants. Elle est estimée, en 2020, à 991 habitants.

### Source de la traduction
- (en) Cet article est partiellement ou en totalité issu de l’article de Wikipédia en anglais intitulé « Galeton, Pennsylvania » (voir la liste des auteurs).